# ادیر کرافورد

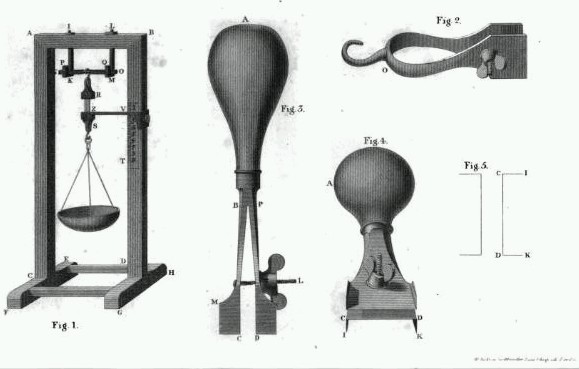
نگاره‌ای از برخی از لوازم آزمایشی ادیر کرافورد

ادیر کرافورد (به انگلیسی: Adair Crawford) ‏ (۱۷۴۸–۱۷۹۵) یک شیمیدان و پزشک و عضو انجمن سلطنتی انگلستان یک پیشگام در توسعه از روش کالریمتریک برای اندازه‌گیری ظرفیت گرمایی ویژه مواد و گرمای واکنش‌های شیمیایی بود. در سال ۱۷۷۹ ادیر کرافورد کتاب خود را آزمایش و مشاهدات روی حرارت حیوانات، را ارائه داد و در آن آزمایش‌های جدید مرتبط با تبادل گازهای تنفسی در حیوانات طرح کرد (دو سال پس از آنتوان لاووازیه). همچنین کرافورد در کشف عنصر استرانسیوم نیز درگیر شد.

## زندگی شخصی
ادیر کرافورد در نزدیکی شهر بلفاست متولد شد و پزشکی را در دانشگاه گلاسکو و دانشگاه ادینبرو مطالعه کرد. او استاد شیمی در آکادمی نظامی سلطنتی، وولویچ، لندن، و شاغل به رشتهٔ پزشکی در بیمارستان سنت توماس لندن بود. وی در لیمینگتون در نیوهمپشایر درگذشت.
کتاب کرافورد «پرس و جو تجربی دربارهٔ اثر نیروبخش برخی مواد دارویی بر انسجام فیبرهای حیوانی»، که در نزدیکی پایان عمرش نوشت اطلاعات کاملی را راجع به کارهای او در زمینهٔ شیمی و روش کالریمتریک برای اندازه‌گیری ظرفیت گرمایی ویژه مواد و گرمای آزاد شده در واکنش‌های شیمیایی ارائه می‌دهد.
در سال ۱۷۹۰ ادیر کرافورد و همکارش ویلیام کرویکشانک آکادمی نظامی سلطنتی، وولویچ، لندن، طی آزمایشی کرافورد، متوجه تمایز استرانسیوم از مواد معدنی باریم شد و بعضی این واقعه را زمان کشف عنصر استرانسیوم دانسته‌اند. همچنین می‌توان کشف عنصر استرانسیوم را به هامفری دیوی در سال ۱۸۰۸ نسبت داد، زیرا او بود که برای نخستین بار موفق به جداسازی عنصر خالص استرانسیوم شد.

## آثار برگزیده
- Crawford, Adair (1779). Experiments and Observations on Animal Heat, and the Inflammation of Combustible Bodies. London: Murray.(Second edition 1788)
- Crawford, Adair (1790). "Experiments and Observations on the Matter of Cancer, and on the Aerial Fluids Extricated from Animal Substances by Distillation and Putrefaction; Together with Some Remarks on Sulphureous Hepatic Air". Philosophical Transactions of the Royal Society of London
- Crawford, Adair (1816). An Experimental Enquiry into the Effects of Tonics and Other Medicinal Substances on the Cohesion of Animal Fibre

### دست‌آوردها
یکی از اعضای اصلی انجمن سلطنتی انگلیس در سال ۱۷۸۶